# 작업 (컴퓨팅)
컴퓨팅에서 작업 또는 잡(job)은 일의 단위 또는 (해당 일을 수행하는) 실행 단위이다. 작업의 구성요소(일 단위)를 태스크 또는 단계(step, 작업 스트림에서와 같이 순차적인 경우)라고 한다. 실행 단위로서 작업은 단일 프로세스로 구체적으로 식별될 수 있으며, 이는 유닉스 작업 제어에서와 같이 작업을 수행하는 하위 프로세스(자식 프로세스)나 작업 작업을 구성하는 단계, 프로세스 그룹 또는 프로세스나 프로세스 그룹에 대한 추상 참조가 있을 수 있다.
작업은 명령줄 등을 통해 대화형으로 시작하거나 작업 스케줄러를 통해 비대화형 실행을 예약한 다음 자동 또는 수동 작업 제어를 통해 제어할 수 있다. 유한한 입력이 있는 작업은 완료될 수 있으며, 성공 또는 실패할 수도 있고, 완료에 실패하여 결국 종료될 수도 있다. 대조적으로, 서버와 같은 온라인 처리에는 개방형 입력(실행되는 동안 요청 서비스)이 있으므로 완료되지 않으며 종료될 때만 중지된다(때때로 "취소됨"으로도 표기). 서버의 작업은 완료되지 않는다.

## 같이 보기
- 작업 스케줄러
- 원격 작업 입력

## 문헌
- Baker; Dzielinski (1960). “Simulation of a Simplified Job Shop”. 《Management Science》 6 (3): 311–323. doi:10.1287/mnsc.6.3.311.